# Mortimer Adler
Mortimer Jerome Adler (Nueva York, 28 de diciembre de 1902-San Mateo, California, 28 de junio de 2001) fue un editor, educador y filósofo estadounidense.
Obtuvo un doctorado de filosofía en la Universidad de Columbia (1928) e impartió jurisprudencia desde 1930 en la Universidad de Chicago, donde junto a Robert M. Hutchins promovió la idea de la educación liberal mediante el debate habitual de los Great Books. Juntos editaron Great Books of the Western World de 54 tomos en 1952; para la Encyclopædia Britannica, Inc., también editaron un anuario desde 1961 The Great Ideas Today y Gateway to the Great Books de 10 volúmenes en 1963.
En 1969, Adler se convirtió en director de planificación de la 15.ª edición de la Encyclopædia Britannica, publicada en 1974. Entre sus muchas obras se encuentran How to Read a Book (1940), How to Think About God (1980), Six Great Ideas (1981) y Ten Philosophical Mistakes (1985).

## Ediciones en español
- Cómo leer un libro. Editorial Debate. 2001. ISBN 978-84-8306-380-4.
- Manifiesto educativo: propuesta del grupo Paideia. Narcea, S.A. de Ediciones. 1986. ISBN 978-84-277-0726-9.[6]
- Las condiciones de la filosofía. Círculo de Lectores. 1995. ISBN 978-84-226-5182-6.